# تایئیکو اوکازاکی
تایئیکو اوکازاکی (انگلیسی: Taiiku Okazaki؛ زادهٔ ۳ ژوئیهٔ ۱۹۸۹) خواننده-ترانه‌پرداز، بازیگر اهل ژاپن است. وی از سال ۲۰۱۲ میلادی تاکنون مشغول فعالیت بوده‌است.